# Mecysmauchenius gertschi
Mecysmauchenius gertschi är en spindelart som beskrevs av Helmuth Zapfe 1960. Mecysmauchenius gertschi ingår i släktet Mecysmauchenius och familjen Mecysmaucheniidae. Inga underarter finns listade i Catalogue of Life.